# Victoria Herrmann
Victoria Herrmann (* 1969 in Ost-Berlin) ist eine deutsche Fernsehmoderatorin.

## Leben
Victoria Herrmann wurde 1987 bei einer Modenschau im Berliner Palast der Republik entdeckt. Dadurch erhielt sie bereits mit 17 Jahren die Möglichkeit, einmal im Monat im DDR-Fernsehen die Jugendsendung Klik zu moderieren. Zeitgleich machte sie eine Ausbildung zur Wirtschaftskauffrau. Im September 1989 übernahm sie im Wechsel die Moderation der DDR-Jugendsendung ELF99, die noch Ende 1989 den Bambi erhielt. Herrmann moderierte die Sendung bis 1993, die nach der Wende zunächst auf RTL, später auf VOX ausgestrahlt wurde.
1993 folgte eine eigene Radiosendung beim Berliner Sender 94,3 rs.2, die sie bis 1996 moderierte. Im selben Jahr präsentierte sie auf RTL und VOX die Sendung Saturday, das Nachfolgeformat von ELF99.
Danach folgten unter anderem die Moderation des wöchentlichen MDR-Reisemagazins Einfach raus, der NDR-Unterhaltungsshow Fasching im Norden und der Unterhaltungssendung Langer Samstag – der Wunschabend. Im Dezember 1995 moderierte sie die erste José-Carreras-Gala. Außerdem moderierte sie von 1998 bis 2003 gemeinsam mit Roberto Blanco zehn Ausgaben des Festivals des deutschen Schlagers von Radio Bremen, das im Ersten und den Dritten Programmen ausgestrahlt wurde. Von 2000 bis 2003 moderierte sie die Countrysendung MusiCity USA, für den sie 2004 den Media Award der German American Country Music Federation erhielt.
Von 2002 bis 2018 moderierte sie LexiTV, eine populärwissenschaftliche Fernsehsendung des MDR. Die Sendung wurde werktäglich ausgestrahlt und widmete sich jeweils einem speziellen Thema. Auch Mischthemen, so genannte Abenteuer-Sendungen, waren möglich. Die Sendung erhielt den Grimme Online Awards 2003 in der Kategorie TV für die Website zur Sendung.
Im Jahr 2011 war sie in einer Episodenrolle in der Serie In aller Freundschaft (Folge 520: Schleichendes Gift) als Marianne Parold zu sehen.
Sie engagiert sich für sozial benachteiligte Kinder in Chemnitz.
Victoria Herrmann lebt in Börgerende-Rethwisch an der Ostsee und hat aus einer früheren Beziehung einen Sohn (* 2001). Seit September 2024 ist sie verheiratet.

## Filmografie
- 2010: Das letzte Schweigen
- 2011: In aller Freundschaft (Fernsehserie, 1 Folge)